# Олбани Девилз
«О́лбани Де́вилз» (англ. Albany Devils) — профессиональный хоккейный клуб, до 2017 года выступавший в Американской хоккейной лиге (АХЛ). Клуб был основан в 2010 году. «Олбани Девилз» являлся фарм-клубом команды «Нью-Джерси Девилз», выступающей в Национальной хоккейной лиге. Домашней ареной был «Таймс Юнион Центр». «Нью-Джерси Девилз» уже во второй раз размещают свою АХЛ-команду в Олбани; в период с 1993 по 2006 год здесь базировалась команда «Олбани Ривер Рэтс».
После сезона 2016/17 клуб переехал в Бингемтон и сменил название на «Бингемтон Дэвилз». Ранее в Бингемтоне выступал фарм-клуб «Оттавы Сенаторз», который после сезона 2016/17 переехал в канадский Белвилл и сменил название на «Белвилл Сенаторз».

## История
10 февраля 2010 Волтер Роб, хозяин клуба «Ривер Рэтс», был вынужден продать команду Майклу Кану в связи с нехваткой денег. В тот же день было объявлено, что «Ривер Рэтс» будут играть в сезоне 2010—2011 под названием «Шарлотт Чекерс». В то же время Роб с поддержкой некоторых членов команды и руководства арены «Таймс Юнион Центр», стал искать команду АХЛ которая бы заменила «Ривер Рэтс».
26 апреля 2010 «Нью-Джерси Девилз» прислали письмо местным властям в Олбани, с предложением переезда своего фарм-клуба в Олбани, в случае если хоккейная арена Олбани будет модернизирована. Генеральный менеджер «Нью-Джерси Девилз», Лу Ламорелло, заявил что дальнейшее функционирование фарм-клуба «Лоуэлл Девилз» становится «финансово невозможным».
10 мая 2010 года власти Олбани проголосовали за (35 — за, 2 — против) выделение сумы в 1 600 тыс. долларов на усовершенствование арены.
10 июня 2010 на веб-сайте «Нью-Джерси Девилз» было официально объявлено, о переезде «Лоуэлл Девилз» на «Таймс Юнион Центр» в Олбани, и о том что в новом сезоне команда будет выступать под названием «Олбани Девилз».
Первым тренером новой команды стал Рик Ковальски.